# Vinciguerria lucetia
Vinciguerria lucetia es una especie de pez del género Vinciguerria.

## Descripción
Es un pez pequeño que alcanza una longitud máxima de unos 5 cm (2 pulgadas). Es una especie alargada y comprimida lateralmente, con una cabeza desproporcionadamente grande, comprimida y cónica, con una boca ancha y un hocico puntiagudo. Presenta fotóforos en la cabeza y dos filas laterales de fotóforos perlados en la parte inferior del cuerpo. La aleta dorsal es corta y consta de 13-14 radios blandos. El origen de la aleta anal, que consta de 14-15 radios blandos, se encuentra debajo de la parte posterior de la aleta dorsal. Las aletas pectorales son de inserción baja en el cuerpo y la aleta caudal es profundamente bifurcada. La superficie dorsal de este pez es negruzca, con algunas rayas transversales oscuras, y los flancos y el vientre son plateados. Presenta una mancha negra en la punta de la cola.

## Distribución y hábitat
Se encuentra en las columnas de agua del Pacífico central occidental y el Pacífico oriental a profundidades entre aproximadamente 100 y 500 m (300 y 1600 pies). Este pez es uno de los varios que dominan la fauna de la ensenada del sur de California y que tienden a realizar migraciones verticales diarias, subiendo hasta cerca de la superficie para alimentarse por la noche y descendiendo nuevamente para permanecer inactivos durante el día.